# Lee Jung-soo
Lee Jung-soo, född 21 augusti 1980 i Gimhae, Sydkorea, är en sydkoreansk fotbollsspelare som sedan 2010 spelar för den qatariska klubben Sadd Sports Club och Sydkoreas landslag.